# Hermigua
Hermigua je mesto in občina v severovzhodnem delu otoka La Gomera v provinci Santa Cruz de Tenerife na Kanarskih otokih v Španiji. Je 12 km severozahodno od glavnega mesta otoka San Sebastián de la Gomera. Narodni park Garajonay pokriva južni del občine.
Na območju, znanem kot El Cedro, so gozdovi cedre. 

## Zgodovina
Dolino so najprej naselili Gvanči in je bila znana kot Mulagua. Občina Hermigua je bila ustanovljena v 16. stoletju kot naselje Valle Bajo.
Leta 1680 je Hermigua imela 930 prebivalcev in 188 hiš. Zaradi vinske krize v 18. stoletju je bilo gospodarstvo močno prizadeto, naraščalo je izseljevanje, zato je prišlo do zmanjšanja števila prebivalcev. Leta 1812 je bila po koncu graščinskega režima ustanovljena kot mestna občina. V začetku 20. stoletja so v dolini izvedli vrsto del za oskrbo z vodo vseh poljščin, zlasti za banane. Leta 1940 je občina dosegla 5824 prebivalcev, vendar se je število prebivalcev od tega leta zaradi pojava izseljevanja zmanjševalo.

## Vasi v občini
Podatki o številu prebivalcev v oklepajih so iz leta 2007:
- Hermigua (433)
- Los Aceviños (81)
- Las Cabezadas (62)
- Callejon de Ordaiz (122)
- Las Casas (212)
- El Cedro (29)
- El Corralete (34)
- El Curato (110)
- El Estanquillo (136)
- Las Hoyetas (81)
- Ibo Alfaro (104)
- Llano Campos (94)
- Monteforte (59)
- Las Nuevitas (121)
- El Palmarejo (34)
- Piedra Romana (145)
- Las Poyatas (69)
- Santa Catalina (139)
- El Tabaibal (105)

## Gospodarstvo
Hermigua velja za dolino z največ vode na La Gomeri in jo vse leto oskrbuje reka Rio del Cedro. Zato Hermigua živi predvsem od kmetijstva, poleg malo turizma. Pretežno sončna stran doline je bila terasasto razporejena do najvišje namakalne ravnine. Tu med drugim gojijo krompir, papajo, banane, žita, stročnice, buče, fižol in grozdje.
Narodni park Garajonay, katerega del spada tudi v občino Hermigua, je šest kilometrov jugozahodno od središča mesta Hermigua.

## Znamenitosti
Nekateri zanimivi kraji v občini so cedrov gozd, samostan Santo Domingo de Guzmán (1598), puščavnica San Juan, cerkev La Encarnación, Pescante de Hermigua, Molino de Gofio Los Telares in Etnografski muzej iz La Gomera. 
Eden od zaselkov Hermigua je El Cedro, ki je na mejah narodnega parka Garajonay in znotraj istoimenskega gozda, za katerega je značilna prisotnost lovorjevih gozdov. Tu so še:
- Značilni dvojni skali Roques de San Pedro, stara vulkanska odprtina blizu Monteforte.
- Valle Alto je bilo ime prvega naselja v Hermigui, kjer sta tudi cerkev Iglesia de Santo Domingo de Guzmán in istoimenski samostan, zgrajen med letoma 1515 in 1520. Tukaj si lahko ogleda baročne slike, elemente mavrskega sloga in slike iz Escuela popular.
- Novemu delu Valle Bajo je bil pozneje dodan Iglesia de Nuestra Señora de la Encarnación, zgrajena leta 1650, s skulpturo Device kiparja Fernanda Estéveza.
- Folklorni muzej Los Telares, ki prikazuje tkanje in druga ročna dela
- Gozd Cedro in kapela Nuestra Señora de Lurdes
- Slap El Chorro (najvišji slap na otoku, visok preko 100 m)
- Naravni park Majona, vzhodno od Hermigua